# Ustrzyki Dolne
Pour l’article homonyme, voir Ustrzyki Dolne (gmina).
Ustrzyki Dolne est une ville de la voïvodie des Basses-Carpates, dans le sud-est de la Pologne. Elle est le chef-lieu du powiat des Bieszczady. Sa population s'élevait à 9 521 habitants en 2012.

## Géographie
Ustrzyki Dolne se trouve à environ 7 km de la frontière ukrainienne, à 78 km — 139 km par la route — au sud-est de Rzeszów, à 110 km — 132 km par la route — au sud-ouest de Lviv, en Ukraine, et à 334 km — 454 km par la route — au sud-est de Varsovie. Elle se situe au bas des Carpates orientales.

## Histoire
Au XVe siècle, Ustrzyki Dolne reçut sa charte autour de 1727. En 1772, la ville devient en partie une monarchie jusqu'en 1918 devenue partie intégrante de la Pologne indépendante. Ustrzyki Dolne s'est développée à partir de 1872 grâce à la liaison ferroviaire entre Przemyśl et Sanok. Elle fut temporairement en territoire appartenant à l'Union soviétique après 1944, mais à la suite d'un réajustement des frontières soviéto-polonaises en 1951, elle redeviendra polonaise.

### Chronologie
- 1502 : fondation de la ville Ustrzyki Dolne (village royal)
- 1723 : arrivée importante de Juifs dans la vieille ville
- 1772 : Ustrzyki Dolne et la Galicie passent sous la souveraineté de l'empire d'Autriche
- 1800 - 1850 : Ustrzyki Dolne fait partie du Gmina de Sanok (Galizien Königreich)
- 1850-1918 : Ustrzyki Dolne fait partie du Gmina de Lisko
- Au cours de la Première Guerre mondiale, Ustrzyki Dolne a été occupé pendant six mois par l'armée russe en 1918 et pendant deux mois par les troupes ukrainiennes.
- 1919 - 1939 : Ustrzyki Dolne est polonaise et fait partie de la voïvodie de Lwów
- Septembre 1939 : début de l'occupation par les troupes allemandes ; une centaine de Juifs sont assassinés.
- 1939-1941 : occupation soviétique, oblast de Drohobytch
- 1941-1944 : occupation allemande, la population juive est assassinée ou déportée vers le camp de concentration de Belzec.
- 1944-1951 : occupation soviétique, oblast de Drohobytch
- 1951-1974 : partage des terres avec l'Union soviétique, Ustrzyki Dolne redevient polonaise
- 1974-1998 : Ustrzyki Dolne fait partie de la voïvodie de Krosno.
- 1998 : Ustrziky Dolne fait partie de la voïvodie des Basses-Carpates

## Galerie

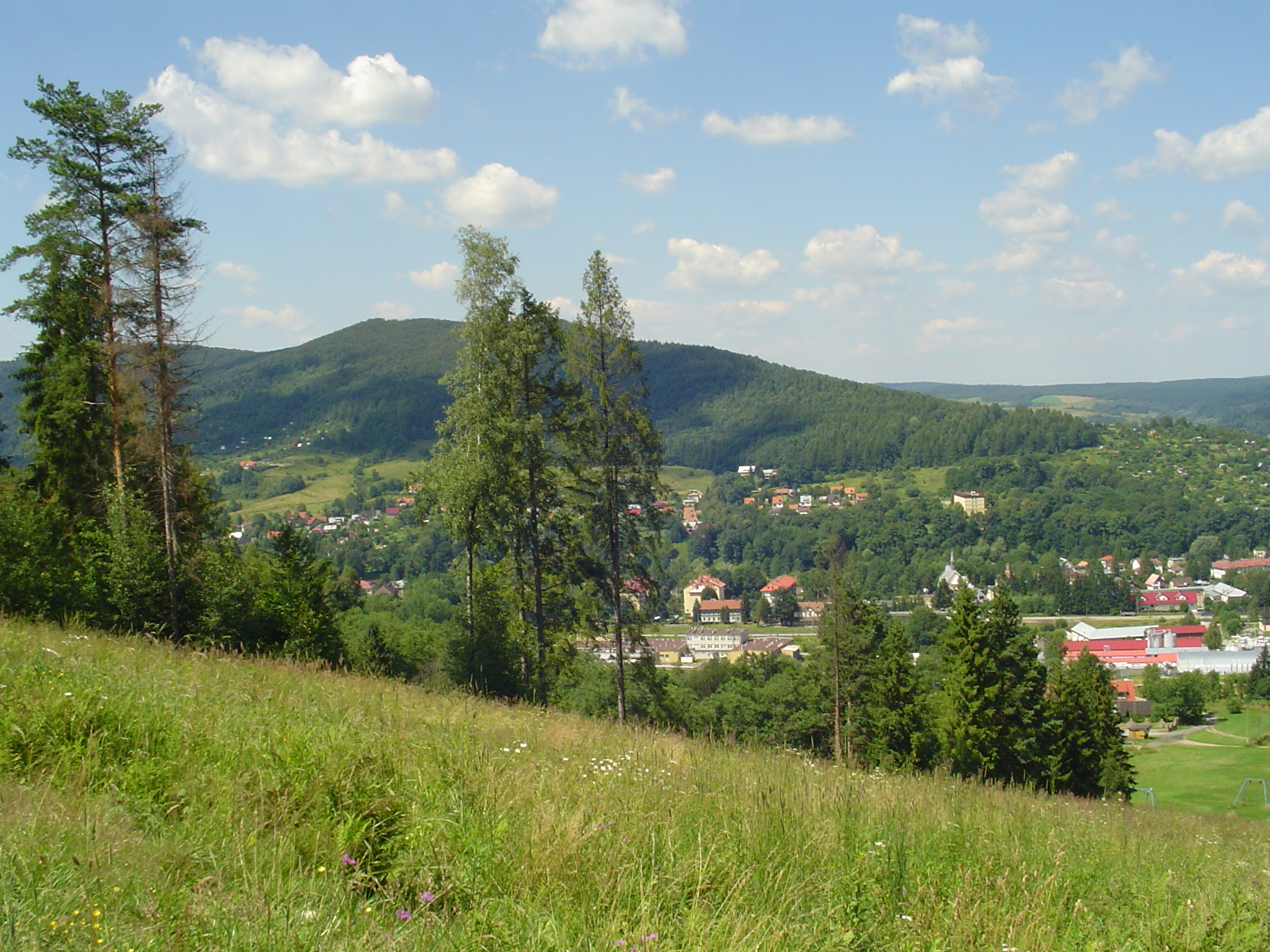
Ville d'Ustrzyki vue de Gromadzyń
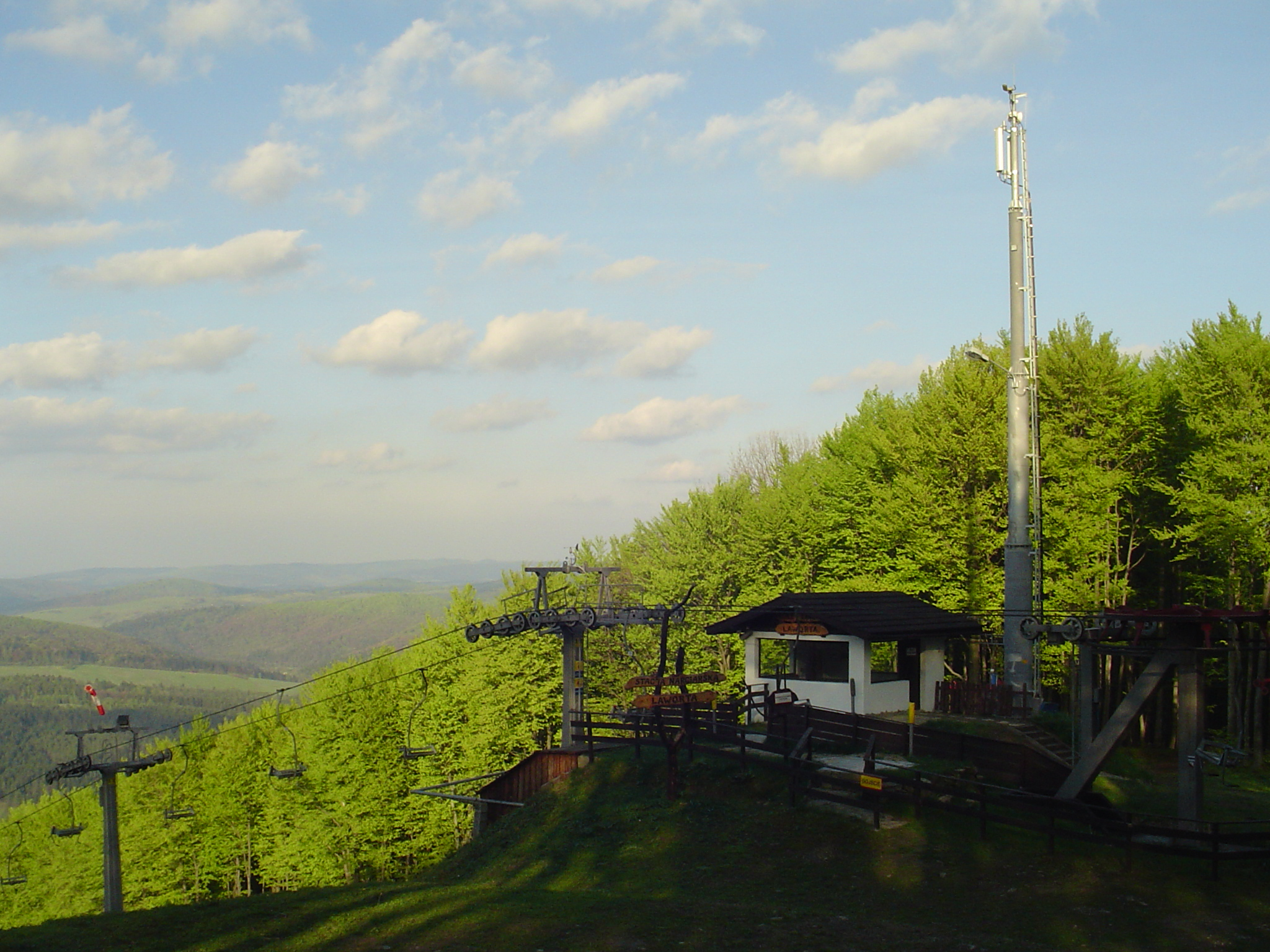
Station de ski de Laworta
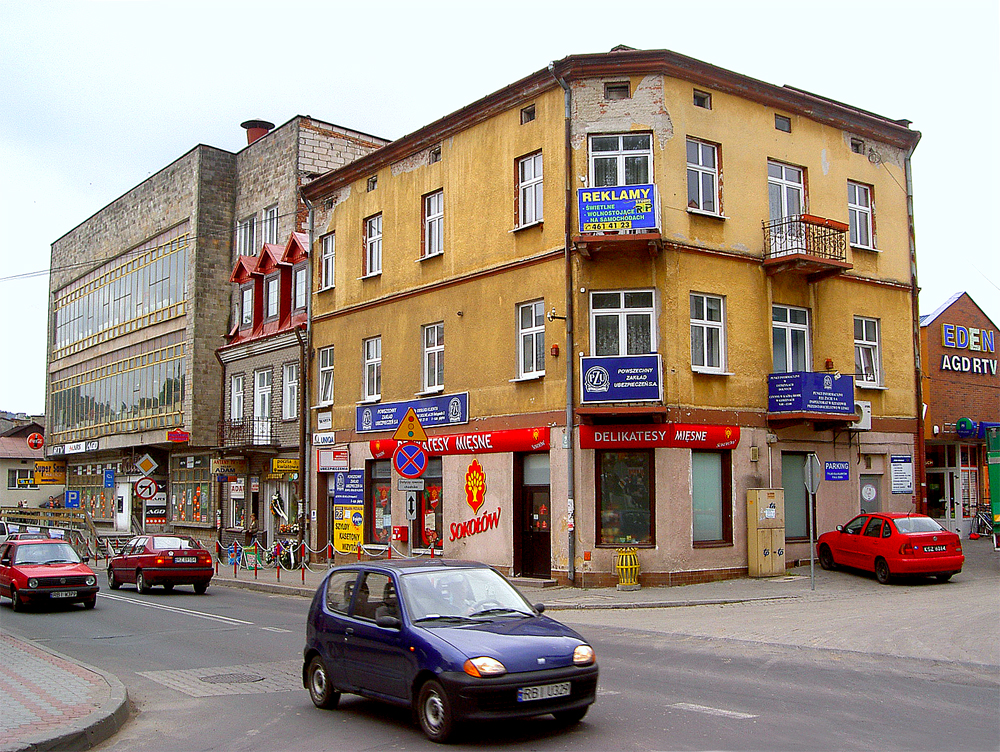
Centre ville
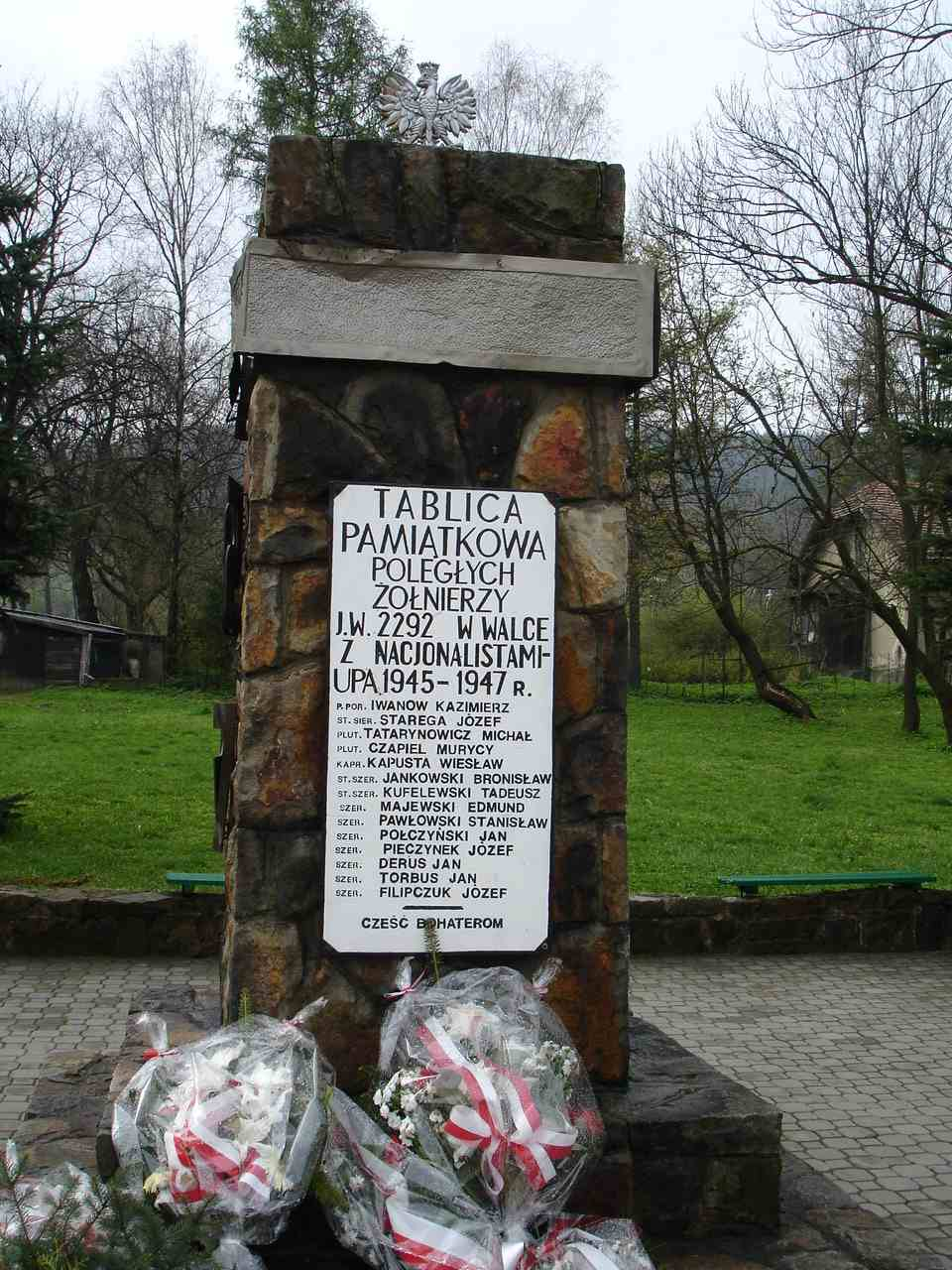
Monument aux morts 1945-1947